# Țară dezvoltată
     Țară dezvoltată
     Țară în curs de dezvoltare
     Țară cel mai puțin dezvoltată
     Date indisponibile
| Foarte ridicat Ridicat Mediu | Scăzut Date indisponibile |

Harta globală în funcție de nivelul de dezvoltare economică
Țară dezvoltată
Țară în curs de dezvoltare
Țară cel mai puțin dezvoltată
Date indisponibile
Clasificare conform datelor publicate de Fondul Monetar Internațional și Organizația Națiunilor Unite

Harta globală în funcție de Indicele dezvoltării umane (pe baza datelor din 2021, publicate în 2022)
Foarte ridicat
Ridicat
Mediu
Scăzut
Date indisponibile

O țară dezvoltată sau țară cu venituri mari este un stat suveran cu un nivel relativ ridicat de creștere economică și securitate. Criteriile standard pentru evaluarea nivelului de dezvoltare al unei țări sunt venitul național brut per locuitor sau produsul intern brut per locuitor, nivelul de industrializare, nivelul general de viață și cantitatea de infrastructură tehnologică.
Factorii noneconomici, cum ar fi indicele dezvoltării umane, care cuantifică nivelurile de educație, alfabetizare și sănătate ale unei țări într-o singură valoare, pot fi utilizați și pentru a evalua o economie sau gradul de dezvoltare. Ce criterii trebuie utilizate și care țări pot fi clasificate ca fiind țară în curs de dezvoltare sunt încă subiecte de dezbatere. Diferite definiții ale țărilor dezvoltate sunt oferite de Fondul Monetar Internațional și Banca Mondială; în plus, Indicele dezvoltării umane este utilizat pentru a reflecta indicele compus al speranței de viață, educației și venitului per locuitor. O altă măsură folosită în mod obișnuit la definirea unei țări dezvoltate este produsul intern brut armonizat cu paritatea puterii de cumpărare per locuitor, care trebuie să fie de cel puțin 22.000 USD. În octombrie 2023, 40 de țări îndeplineau toate cele patru criterii, în timp ce alte 15 țări îndeplineau trei din patru [vezi par. Tabel comparativ (2023)].
Țările dezvoltate sunt caracterizate în general de economii post-industrializate mai avansate, ceea ce înseamnă că sectorul serviciilor (terțiar) are o pondere mai mare decât sectorul industrial (secundar), în contrast cu țările în curs de dezvoltare, care sunt în proces de industrializare sau sunt preindustriale și aproape în întregime agrare, dintre care unele ar putea intra în categoria de țară cel mai puțin dezvoltată. În 2023, economiile avansate asigurau 57,3% din PIB-ul nominal global și 41,1% din PIB-ul global armonizat cu paritatea puterii de cumpărare (PPP) conform Fondului Monetar Internațional

## Definiție si criterii
Lista A
     Lista B (formată predominant din țări dezvoltate)
     Lista C
     Lista D
     În curs de atribuire

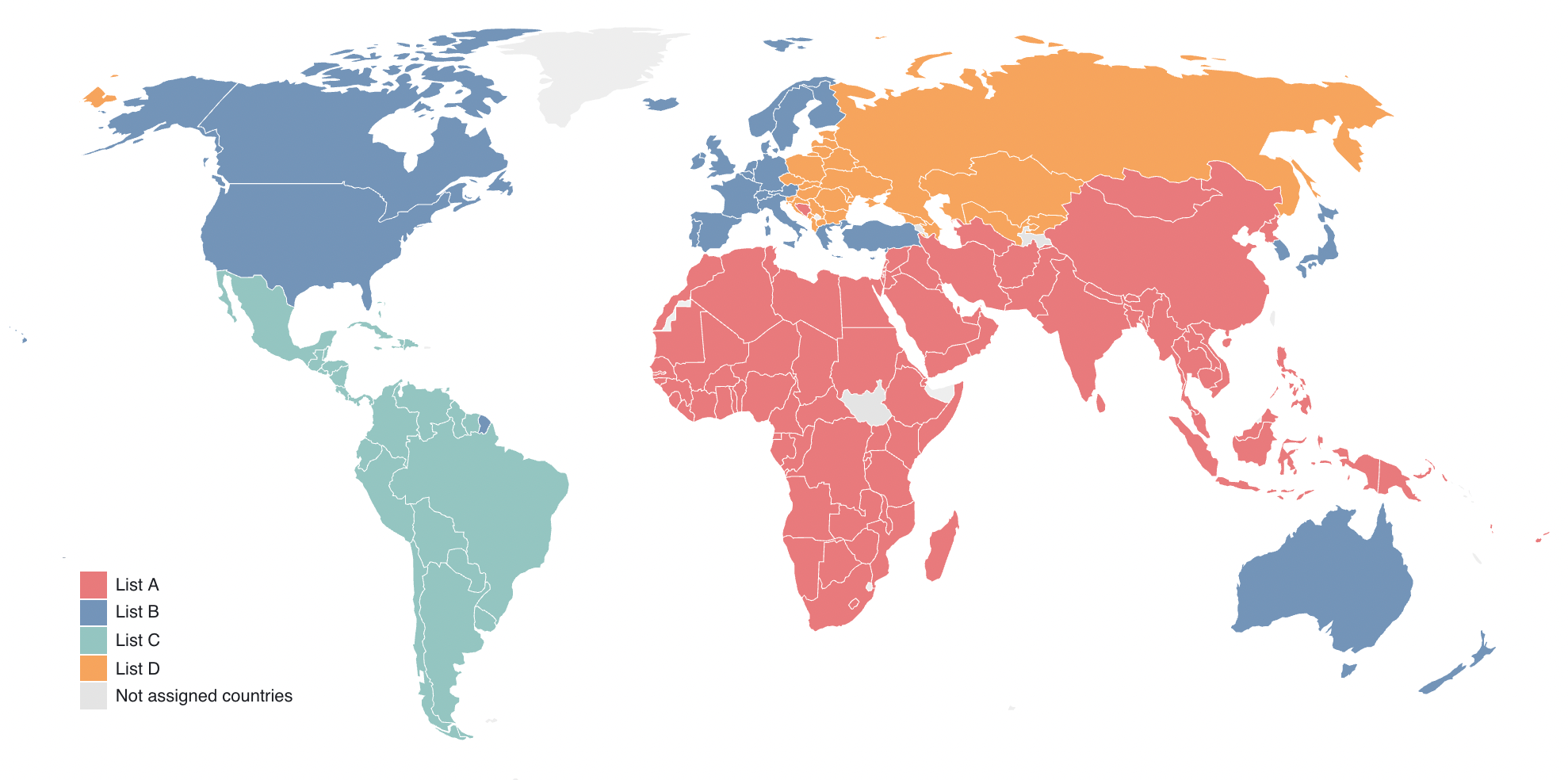
Clasificarea membrilor Conferinței Națiunilor Unite pentru Comerț și Dezvoltare (United Nations Conference on Trade and Development - UNCTAD)
Lista A
Lista B (formată predominant din țări dezvoltate)
Lista C
Lista D
În curs de atribuire

Criteriile economice tind să prevaleze în clasificarea țărilor după gradul de dezvoltare. Un astfel de criteriu este venitul per locuitor - țările cu o valoare ridicată a produsului intern brut (PIB) per locuitor ar fi astfel considerate ca țări dezvoltate. Un alt criteriu economic este industrializarea - țările în care domină sectorul terțiar al economiei (servicii) și sectorul cuaternar al economiei (cercetare și dezvoltare) ar fi astfel descrise ca dezvoltate. Mai recent, a devenit proeminentă o altă măsură, Indicele dezvoltării umane (IDU), care combină o măsură economică - venitul național brut, cu alte măsuri - indicii privind speranța de viață și educația. Acest criteriu ar defini țările dezvoltate ca fiind cele cu o valoare IDU foarte ridicată. Cu toate acestea, indicele nu ia în considerare mai mulți factori, cum ar fi avuția netă per adult sau calitatea relativă a bunurilor dintr-o țară. Această situație tinde să declaseze unele dintre cele mai avansate țări, cum ar fi membrii G7.

Conform Conferinței Națiunilor Unite pentru Comerț și Dezvoltare (UNCTAD), economiile dezvoltate cuprind în general America de Nord și Europa, Israel, Japonia și Coreea de Sud, precum și Australia și Noua Zeelandă

### Termeni similari
Termenii legați de conceptul „țară dezvoltată” includ „țară avansată”, „țară industrializată”, „țară mai dezvoltată” (more developed country - MDC), „țară mai dezvoltată economic” (more economically developed country - MEDC), „Nordul global”, „Prima lume” și „țară post-industrială”. Termenul de țară industrializată poate fi oarecum ambiguu, deoarece industrializarea este un proces în desfășurare care este greu de definit. Prima țară industrializată a fost Regatul Unit, urmată de Belgia. Mai târziu procesul s-a răspândit în Germania, Statele Unite, Franța și alte țări din Europa de Vest. Potrivit economistului Jeffrey Sachs, divergențele actuale dintre țările dezvoltate și cele în curs de dezvoltare sunt în mare măsură un fenomen al secolului al XX-lea.
Având în vedere lipsa unei definiții clare, expertul în sustenabilitate Mathis Wackernagel, fondatorul Global Footprint Network, subliniază că etichetarea binară a țărilor nu este „nici descriptivă, nici explicativă”.
O analiză din 2021 a propus termenul emergent pentru a descrie piețele, economiile sau țările care au promovat la statutul de „piață emergentă”, dar nu au atins încă un nivel echivalent cu țările dezvoltate. Companiile multinaționale de pe aceste piețe emergente prezintă modele unice de expansiune în străinătate și de achiziție de cunoștințe din țări străine.

## Liste de țări în funcție de gradul de dezvoltare

### Indicele dezvoltării umane (IDU)
| foarte ridicat ridicat mediu | scăzut date indisponobile |

| ≥0,950 0,900–0,950 0,850–0,899 0,800–0,849 0,750–0,799 0,700–0,749 0,650–0,699 | 0,600–0,649 0,550–0,599 0,500–0,549 0,450–0,499 0,400–0,449 ≤0,399 date indisponibile |

Harta globală reprezentând categoriile Indicelui Dezvoltării Umane
foarte ridicat
ridicat
mediu
scăzut
date indisponobile

Harta globală a țărilor sau teritoriilor în funcție de indicele de dezvoltare umană, scoruri în trepte de 0,050
≥0,950
0,900–0,950
0,850–0,899
0,800–0,849
0,750–0,799
0,700–0,749
0,650–0,699
0,600–0,649
0,550–0,599
0,500–0,549
0,450–0,499
0,400–0,449
≤0,399
date indisponibile

Indicele dezvoltării umane (IDU) a fost definit de Organizația Națiunilor Unite drept o măsură statistică, care măsoară nivelul de dezvoltare umană al unei economii. Deși există o corelație puternică între a avea un scor IDU ridicat și a fi o economie prosperă, ONU subliniază că IDU reprezintă mai mult decât venitul sau productivitatea. Spre deosebire de PIB per locuitor sau VNB per locuitor, IDU ia în considerare modul în care venitul este transformat „în oportunități de educație și sănătate și, prin urmare, în niveluri superioare de dezvoltare umană”. 
Pentru majoritatea statelor membre ONU, Indicele dezvoltării umane este actualizat în fiecare an de Programul Națiunilor Unite pentru Dezvoltare și publicat în Raportul de Dezvoltare Umană. Conform raportului publicat în 2022, cele mai mari valori ale Indicelui dezvoltării umane în anul 2021 au fost înregistrate în Elveția, Norvegia, Islanda, Hong Kong, Australia, iar cele mai mici valori în Sierra Leone, Guineea, Yemen, Burkina Faso și Mozambic. Clasamentul a fost realizat pe baza unor dimensiuni și indicatori ODD:
- viață lungă și sănătoasă: speranța de viață la naștere (ODD 3 - Sănătate și bunăstare),
- acumularea de cunoștințe: perioada de școlarizare prognozată și perioada medie de școlarizare (ODD 4 - Educație de calitate),
- standard de viață decent: venitul național brut (VNB) per locuitor (ODD 8 - Muncă decentă și creștere economică)[13].

Conform acestor criterii, țările din tabelul următor, clasate de la poziția 1 la 66 în anul 2021, sunt considerate a avea „dezvoltare umană foarte ridicată”:
| Loc                         | Loc                     | Țară/regiune          | IDU                         | IDU                               |
| Date din 2021 (Raport 2022) | Modificare față de 2015 | Țară/regiune          | Date din 2021 (Raport 2022) | Creștere medie anuală (2010–2021) |
|                             |                         |                       |                             |                                   |
| --------------------------- | ----------------------- | --------------------- | --------------------------- | --------------------------------- |
| 1                           | ▬                       | Elveția               | 0.962                       | ▲ 0.19%                           |
| 2                           | ▬                       | Norvegia              | 0.961                       | ▲ 0.19%                           |
| 3                           | ▬                       | Islanda               | 0.959                       | ▲ 0.56%                           |
| 4                           | ▲ (3)                   | Hong Kong             | 0.952                       | ▲ 0.44%                           |
| 5                           | ▲ (3)                   | Australia             | 0.951                       | ▲ 0.27%                           |
| 6                           | ▬                       | Danemarca             | 0.948                       | ▲ 0.34%                           |
| 7                           | ▼ (2)                   | Suedia                | 0.947                       | ▲ 0.36%                           |
| 8                           | ▲ (6)                   | Irlanda               | 0.945                       | ▲ 0.40%                           |
| 9                           | ▼ (5)                   | Germania              | 0.942                       | ▲ 0.16%                           |
| 10                          | ▼ (1)                   | Țările de Jos         | 0.941                       | ▲ 0.24%                           |
| 11                          | ▬                       | Finlanda              | 0.940                       | ▲ 0.29%                           |
| 12                          | ▼ (1)                   | Singapore             | 0.939                       | ▲ 0.29%                           |
| 13                          | ▲ (2)                   | Belgia                | 0.937                       | ▲ 0.25%                           |
| 13                          | ▼ (3)                   | Noua Zeelandă         | 0.937                       | ▲ 0.15%                           |
| 15                          | ▼ (2)                   | Canada                | 0.936                       | ▲ 0.25%                           |
| 16                          | ▼ (1)                   | Liechtenstein         | 0.935                       | ▲ 0.22%                           |
| 17                          | ▲ (3)                   | Luxemburg             | 0.930                       | ▲ 0.18%                           |
| 18                          | ▼ (3)                   | Regatul Unit          | 0.929                       | ▲ 0.17%                           |
| 19                          | ▬                       | Japonia               | 0.925                       | ▲ 0.27%                           |
| 19                          | ▲ (3)                   | Coreea de Sud         | 0.925                       | ▲ 0.35%                           |
| 21                          | ▼ (3)                   | Statele Unite         | 0.921                       | ▲ 0.10%                           |
| 22                          | ▬                       | Israel                | 0.919                       | ▲ 0.25%                           |
| 23                          | ▲ (4)                   | Malta                 | 0.918                       | ▲ 0.58%                           |
| 23                          | ▲ (1)                   | Slovenia              | 0.918                       | ▲ 0.28%                           |
| 25                          | ▼ (4)                   | Austria               | 0.916                       | ▲ 0.14%                           |
| 26                          | ▲ (9)                   | Emiratele Arabe Unite | 0.911                       | ▲ 0.80%                           |
| 27                          | ▬                       | Spania                | 0.905                       | ▲ 0.38%                           |
| 28                          | ▼ (3)                   | Franța                | 0.903                       | ▲ 0.27%                           |
| 29                          | ▲ (3)                   | Cipru                 | 0.896                       | ▲ 0.41%                           |
| 30                          | ▼ (1)                   | Italia                | 0.895                       | ▲ 0.13%                           |
| 31                          | ▼ (2)                   | Estonia               | 0.890                       | ▲ 0.30%                           |
| 32                          | ▼ (6)                   | Cehia                 | 0.889                       | ▲ 0.20%                           |
| 33                          | ▼ (2)                   | Grecia                | 0.887                       | ▲ 0.19%                           |
| 34                          | ▼ (1)                   | Polonia               | 0.876                       | ▲ 0.37%                           |
| 35                          | ▲ (3)                   | Bahrain               | 0.875                       | ▲ 0.73%                           |
| 35                          | ▲ (1)                   | Lituania              | 0.875                       | ▲ 0.35%                           |
| 35                          | ▲ (2)                   | Arabia Saudită        | 0.875                       | ▲ 0.64%                           |
| 38                          | ▲ (2)                   | Portugalia            | 0.866                       | ▲ 0.40%                           |
| 39                          | ▲ (1)                   | Letonia               | 0.863                       | ▲ 0.42%                           |
| 40                          | ▼ (6)                   | Andorra               | 0.858                       | ▲ 0.11%                           |
| 40                          | ▲ (5)                   | Croația               | 0.858                       | ▲ 0.40%                           |
| 42                          | ▲ (1)                   | Chile                 | 0.855                       | ▲ 0.46%                           |
| 42                          | ▲ (1)                   | Qatar                 | 0.855                       | ▲ 0.23%                           |
| 44                          | N/A                     | San Marino            | 0.853                       | N/A                               |
| 45                          | ▼ (5)                   | Slovacia              | 0.848                       | ▲ 0.09%                           |
| 46                          | ▲ (1)                   | Ungaria               | 0.846                       | ▲ 0.20%                           |
| 47                          | ▼ (4)                   | Argentina             | 0.842                       | ▲ 0.09%                           |
| 48                          | ▲ (6)                   | Turcia                | 0.838                       | ▲ 1.03%                           |
| 49                          | ▲ (3)                   | Muntenegru            | 0.832                       | ▲ 0.27%                           |
| 50                          | ▼ (1)                   | Kuweit                | 0.831                       | ▲ 0.20%                           |
| 51                          | ▼ (3)                   | Brunei                | 0.829                       | ▲ 0.01%                           |
| 52                          | ▼ (2)                   | Rusia                 | 0.822                       | ▲ 0.29%                           |
| 53                          | ▼ (4)                   | România               | 0.821                       | ▲ 0.16%                           |
| 54                          | ▼ (3)                   | Oman                  | 0.816                       | ▲ 0.32%                           |
| 55                          | ▼ (2)                   | Bahamas               | 0.812                       | ▲ 0.00%                           |
| 56                          | ▲ (4)                   | Kazahstan             | 0.811                       | ▲ 0.51%                           |
| 57                          | ▼ (2)                   | Trinidad și Tobago    | 0.810                       | ▲ 0.23%                           |
| 58                          | ▲ (4)                   | Costa Rica            | 0.809                       | ▲ 0.43%                           |
| 58                          | ▬                       | Uruguay               | 0.809                       | ▲ 0.25%                           |
| 60                          | ▼ (3)                   | Belarus               | 0.808                       | ▲ 0.21%                           |
| 61                          | ▬                       | Panama                | 0.805                       | ▲ 0.37%                           |
| 62                          | ▲ (1)                   | Malaezia              | 0.803                       | ▲ 0.39%                           |
| 63                          | ▲ (7)                   | Georgia               | 0.802                       | ▲ 0.50%                           |
| 63                          | ▲ (2)                   | Mauritius             | 0.802                       | ▲ 0.55%                           |
| 63                          | ▲ (4)                   | Serbia                | 0.802                       | ▲ 0.41%                           |
| 66                          | ▲ (6)                   | Thailanda             | 0.800                       | ▲ 0.75%                           |

### Economii cu venituri mari
În afară de ONU, alte instituții au elaborat liste de țări în funcție de gradul de dezvoltare, cum ar fi furnizorii de indici bursieri: (FTSE Group, Standard & Poor's, MSCI, STOXX etc.). Multe alte instituții au creat liste mai generale la care se face referire atunci când se discută despre țările dezvoltate. De exemplu, Fondul Monetar Internațional (FMI) identifică 41 de „economii avansate”. Cei 38 de membri ai Organizației pentru Cooperare și Dezvoltare Economică sunt cunoscuți drept „clubul țărilor dezvoltate”. Banca Mondială identifică 83 de „țări cu venituri mari”. Alte standarde, cum ar fi „Clubul 30-50” (PIB per locuitor peste 30.000 USD și populație peste 50 de milioane) au fost dezvoltate pentru a clasifica țările foarte dezvoltate și influente.

#### Economii cu venituri mari conform Băncii Mondiale

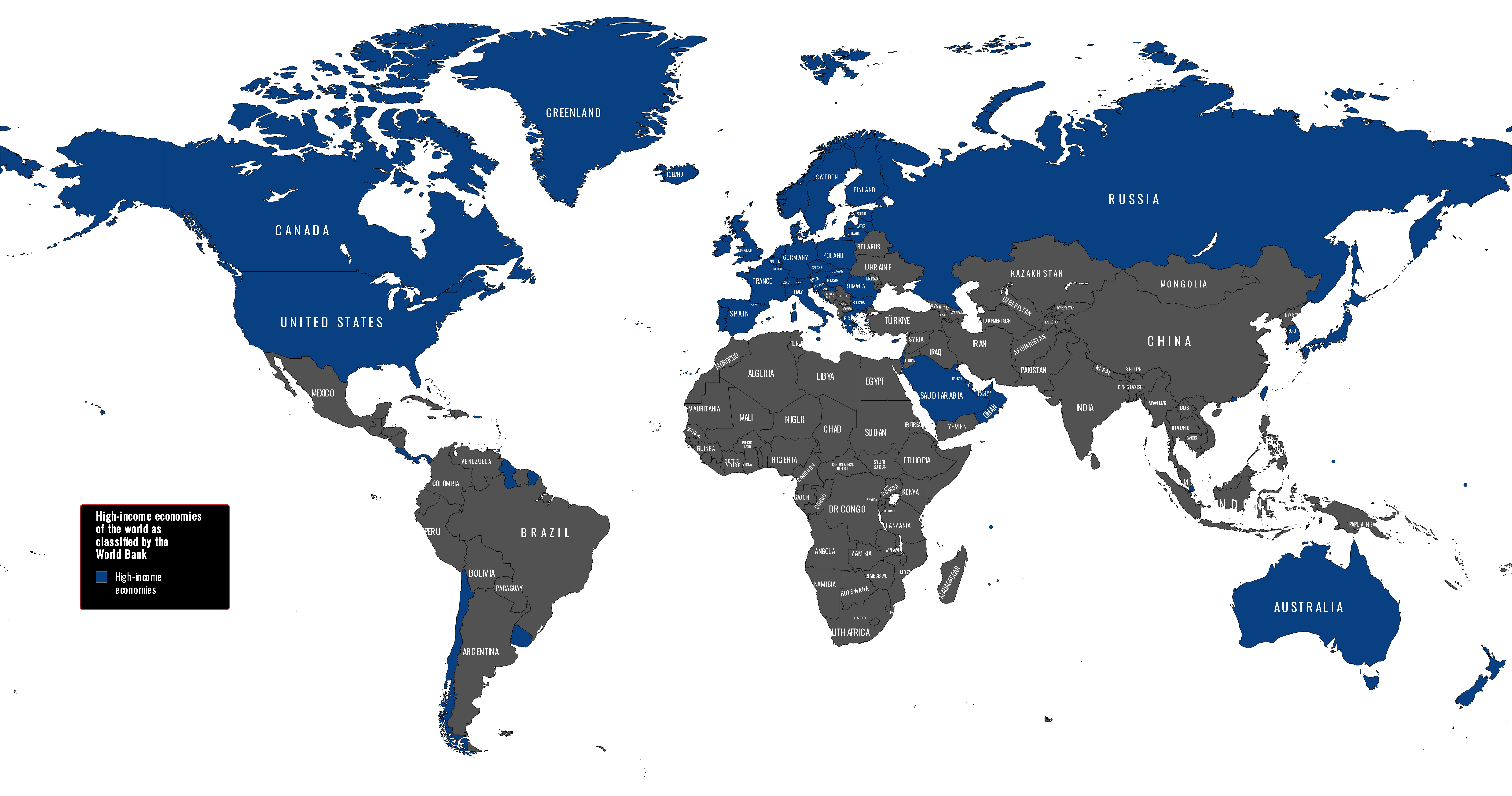
Economiile cu venituri mari conform Băncii Mondiale

Potrivit Băncii Mondiale, 83 de țări și teritorii sunt clasificate drept „economii cu venituri mari”. Începând cu anul fiscal 2024, economiile cu venituri mari sunt cele care au avut un venit național brut (VNB) per locuitor de 13.845 USD sau mai mult în 2022.
37 de țări și teritorii din Europa:
- Andorra
- Austria
- Belgia
- /  Insulele Canalului
- Croația
- Cehia
- Danemarca
- Estonia
- Insulele Feroe
- Finlanda
- Franța
- Germania
- Gibraltar
- Grecia
- Ungaria
- Islanda
- Irlanda
- Insula Man
- Italia
- Liechtenstein
- Letonia
- Lituania
- Luxemburg
- Malta
- Monaco
- Țările de Jos
- Norvegia
- Polonia
- Portugalia
- România
- Rusia
- San Marino
- Slovacia
- Slovenia
- Spania
- Suedia
- Elveția
- Regatul Unit

22 de țări și teritorii din Americi:
- Antigua și Barbuda
- Aruba
- Bahamas
- Barbados
- Insulele Bermude
- Insulele Virgine Britanice
- Canada
- Insulele Cayman
- Chile
- Curaçao[n 2]
- Groenlanda
- Guyana
- Panama
- Puerto Rico
- Saint-Martin
- Sint Maarten[n 2]
- Sfântul Cristofor și Nevis
- Insulele Turks și Caicos
- Trinidad și Tobago
- Statele Unite
- Uruguay
- Insulele Virgine Americane

15 țări și teritorii din Asia:
- Bahrain
- Brunei
- Cipru[n 3]
- Hong Kong
- Israel
- Japonia
- Kuweit
- Macao
- Oman
- Qatar
- Arabia Saudită
- Singapore
- Coreea de Sud
- Taiwan
- Emiratele Arabe Unite

8 țări și teritorii din Oceania:
- Samoa Americană
- Australia
- Polinezia Franceză
- Guam
- Nauru
- Noua Caledonie
- Noua Zeelandă
- Insulele Mariane de Nord

1 țară din Africa:
- Seychelles

8 foste economii cu venituri mari:
- Argentina (2014, 2017)
- Guineea Ecuatorială (2007–2014)
- Mauritius (2019)
- Mayotte (1990)
- Antilele Olandeze[n 2] (1994–2009)
- Palau (2016–2020)
- Venezuela (2014)

#### Membrii OCDE cu venituri mari
Potrivit Băncii Mondiale, cele 38 de țări membre ale Organizației pentru Cooperare și Dezvoltare Economică sunt clasificate ca „membri OECD cu venituri mari.
27 de țări din Europa:
- Austria
- Belgia
- Cehia
- Danemarca
- Estonia
- Finlanda
- Franța
- Germania
- Grecia
- Ungaria
- Islanda
- Irlanda
- Italia
- Letonia
- Lituania
- Luxemburg
- Țările de Jos
- Norvegia
- Polonia
- Portugalia
- Slovacia
- Slovenia
- Spania
- Suedia
- Elveția
- Turcia
- Regatul Unit

6 țări din Americi:
- Canada
- Chile
- Columbia
- Costa Rica
- Mexic
- Statele Unite

3 țări din Asia:
- Israel
- Japonia
- Coreea de Sud

2 țări din Oceania:
- Australia
- Noua Zeelandă

#### Membrii Comitetului de Asistență pentru Dezvoltare al OCDE

Țările membre ale „Comitetului de Asistență pentru Dezvoltare”

Comitetul de Asistență pentru Dezvoltare (Development Assistance Committee - DAC) al Organizației pentru Cooperare și Dezvoltare Economică (OCDE) este un forum de dezbatere a problemelor legate de asistență, dezvoltare și reducerea sărăciei în țările în curs de dezvoltare, incluzând 32 de membri. Asistența Oficială pentru Dezvoltare (AOD) reprezintă fluxurile financiare alocate de Comitetul de asistență pentru dezvoltare al OCDE către țări și teritorii sau către instituții multilaterale, care îndeplinesc un set de criterii legate de sursa finanțării, scopul tranzacției și natura concesională a finanțării. 
În 2023, țările și organizațiile donatoare ale Comitetului de Asistență pentru Dezvoltare erau:
- Australia
- Austria
- Azerbaidjan
- Belgia
- Canada
- Chile
- Columbia
- Costa Rica
- Croația
- Cipru
- Cehia
- Danemarca
- Estonia
- Instituțiile Uniunii Europene
- Finlanda
- Franța
- Germania
- Grecia
- Ungaria
- Islanda
- Irlanda
- Israel
- Italia
- Japonia
- Kazahstan
- Coreea de Sud
- Kuweit
- Letonia
- Lituania
- Luxemburg
- Mexic
- Țările de Jos
- Noua Zeelandă
- Norvegia
- Polonia
- Portugalia
- Qatar
- România
- Arabia Saudită
- Slovacia
- Slovenia
- Spania
- Suedia
- Elveția
- Turcia
- Emiratele Arabe Unite
- Regatul Unit
- Statele Unite

#### Economii avansate conform FMI

Harta globală a țărilor definite ca economii avansate de către Fondul Monetar Internațional
Potrivit datelor publicate de Fondul Monetar Internațional, 41 de țări și teritorii erau recunoscute oficial ca „economii avansate” în octombrie 2023, printre care se numărau grupul țărilor cele mai dezvoltate la nivel global (G7) și țările membre ale zonei euro din Uniunea Europeană:
- Andorra
- Australia
- Austria
- Belgia
- Canada
- Croația
- Cipru
- Cehia
- Danemarca
- Estonia
- Finlanda
- Franța
- Germania
- Grecia
- Hong Kong
- Islanda
- Irlanda
- Israel
- Italia
- Japonia
- Coreea de Sud
- Letonia
- Lituania
- Luxemburg
- Macao
- Malta
- Țările de Jos
- Noua Zeelandă
- Norvegia
- Portugalia
- Puerto Rico
- San Marino
- Singapore
- Slovacia
- Slovenia
- Spania
- Suedia
- Elveția
- Taiwan
- Regatul Unit
- Statele Unite

#### Membrii Clubului de la Paris

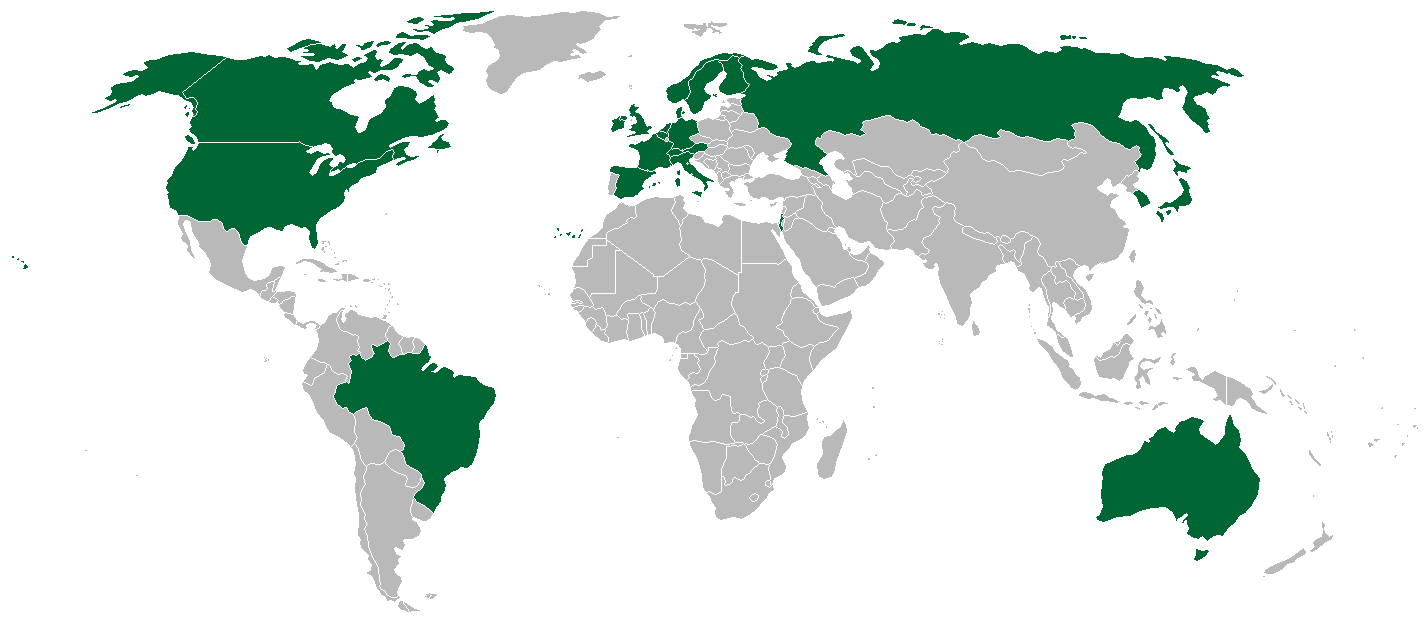
Harta globală a membrilor permanenți ai Clubului de la Paris

Clubul de la Paris[en] (în franceză: Club de Paris) reunește reprezentanți oficiali din țările creditoare importante, al căror rol este de a găsi soluții coordonate și durabile la dificultățile de plată întâmpinate de țările debitoare. Pe măsură ce țările debitoare întreprind reforme pentru a-și stabiliza și restabili situația macroeconomică și financiară, creditorii Clubului de la Paris oferă un tratament adecvat al datoriei.
În 2023, țările membre ale Clubului de la Paris erau:
- Australia
- Austria
- Belgia
- Brazilia
- Canada
- Danemarca
- Finlanda
- Franța
- Germania
- Irlanda
- Israel
- Italia
- Japonia
- Coreea de Sud
- Țările de Jos
- Norvegia
- Rusia
- Spania
- Suedia
- Elveția
- Regatul Unit
- Statele Unite

## Tabel comparativ (2023)
Tabelul următor reprezintă o comparație a țărilor cu o dezvoltare umană „foarte mare” (0,800 sau mai mare) conform Programului Națiunilor Unite pentru Dezvoltare, economiilor „avansate” conform Fondului Monetar Internațional, economiilor „cu venituri mari” conform Băncii Mondiale și al țărilor cu un venit național brut per locuitor armonizat cu paritatea puterii de cumpărare mai mare de 25.000 USD conform FMI.
| Țări dezvoltate            | Țări dezvoltate    | Țări dezvoltate | Țări dezvoltate   | Țări dezvoltate           |
| Țară                       | IDU                | FMI             | BM                | VNB-PPC per locuitor 2023 |
| 2023                       | 2023               | 2023            | 2023              | 2023                      |
| -------------------------- | ------------------ | --------------- | ----------------- | ------------------------- |
| Croația                    | Da, din 2007       | Da, din 2023    | Da, din 2017      | Da, din 2016              |
| 2021                       |                    |                 |                   |                           |
| San Marino                 | Da, din 2021       | Da, din 2012    | Da, din 2000      | Da, anterior 2004         |
| 2020                       |                    |                 |                   |                           |
| Andorra                    | Da, din 2003       | Da, din 2020    | Da, din 1990      | Da, anterior 2010         |
| 2016                       |                    |                 |                   |                           |
| Letonia                    | Da, din 2005       | Da, din 2014    | Da, din 2012      | Da, din 2016              |
| 2015                       |                    |                 |                   |                           |
| Lituania                   | Da, din 2005       | Da, din 2015    | Da, din 2012      | Da, din 2013              |
| 2013                       |                    |                 |                   |                           |
| Grecia                     | Da, din 2001       | Da, din 1989    | Da, din 1996      | Da, din 2013              |
| 2012                       |                    |                 |                   |                           |
| Estonia                    | Da, din 2003       | Da, din 2011    | Da, din 2006      | Da, din 2012              |
| 2011                       |                    |                 |                   |                           |
| Slovacia                   | Da, din 2006       | Da, din 2009    | Da, din 2007      | Da, din 2011              |
| 2009                       |                    |                 |                   |                           |
| Cehia                      | Da, din 2001       | Da, din 2009    | Da, din 2006      | Da, din 2006              |
| 2008                       |                    |                 |                   |                           |
| Malta                      | Da, din 2003       | Da, din 2008    | Da, din 2002      | Da, din 2007              |
| Liechtenstein              | Da, din 2000       | Da, din 2008    | Da, din 1990      | Da, din 1987              |
| Monaco                     | Da, anterior 1990  | Da, din 2008    | Da, anterior 1990 | Da, din 1987              |
| 2007                       |                    |                 |                   |                           |
| Slovenia                   | Da, din 1998       | Da, din 2007    | Da, din 1997      | Da, din 2006              |
| Portugalia                 | Da, din 2005       | Da, din 1989    | Da, din 1994      | Da, din 2007              |
| 2006                       |                    |                 |                   |                           |
| Israel                     | Da, din 1991       | Da, din 1997    | Da, din 1987      | Da, din 2006              |
| Coreea de Sud              | Da, din 1999       | Da, din 1997    | Da, din 2001      | Da, din 2006              |
| 2003                       |                    |                 |                   |                           |
| Noua Zeelandă              | Da, anterior 1990  | Da, din 1945    | Da, din 1987      | Da, din 2003              |
| 2002                       |                    |                 |                   |                           |
| Cipru                      | Da, din 2001       | Da, din 2001    | Da, din 1988      | Da, din 2002              |
| Taiwan                     | N/A                | Da, din 1997    | Da, din 1987      | Da, din 2002              |
| 2001                       |                    |                 |                   |                           |
| Spania                     | Da, din 1995       | Da, din 1945    | Da, din 1987      | Da, din 2001              |
| 1999                       |                    |                 |                   |                           |
| Singapore                  | Da, din 1999       | Da, din 1997    | Da, din 1987      | Da, din 1991              |
| Finlanda                   | Da, din 1994       | Da, din 1945    | Da, din 1987      | Da, din 1999              |
| Regatul Unit               | Da, din 1992       | Da, din 1945    | Da, din 1987      | Da, din 1999              |
| 1998                       |                    |                 |                   |                           |
| Irlanda                    | Da, din 1996       | Da, din 1945    | Da, din 1987      | Da, din 1998              |
| Islanda                    | Da, anterior 1990  | Da, din 1945    | Da, din 1987      | Da, din 1998              |
| Suedia                     | Da, anterior 1990  | Da, din 1945    | Da, din 1987      | Da, din 1998              |
| Franța                     | Da, din 1993       | Da, din 1945    | Da, din 1987      | Da, din 1998              |
| 1997                       |                    |                 |                   |                           |
| Australia                  | Da, anterior 1990  | Da, din 1945    | Da, din 1987      | Da, din 1997              |
| Belgia                     | Da, anterior 1990  | Da, din 1945    | Da, din 1987      | Da, din 1997              |
| Canada                     | Da, anterior 1990  | Da, din 1945    | Da, din 1987      | Da, din 1997              |
| 1996                       |                    |                 |                   |                           |
| Italia                     | Da, din 1995       | Da, din 1945    | Da, din 1987      | Da, din 1996              |
| Austria                    | Da, din 1992       | Da, din 1945    | Da, din 1987      | Da, din 1996              |
| Germania                   | Da, anterior 1990  | Da, din 1945    | Da, din 1987      | Da, din 1996              |
| Japonia                    | Da, anterior 1990  | Da, din 1945    | Da, din 1987      | Da, din 1996              |
| 1995                       |                    |                 |                   |                           |
| Țările de Jos              | Da, anterior 1990  | Da, din 1945    | Da, din 1987      | Da, din 1995              |
| 1994                       |                    |                 |                   |                           |
| Danemarca                  | Da, din 1991       | Da, din 1945    | Da, din 1987      | Da, din 1994              |
| 1992                       |                    |                 |                   |                           |
| Luxemburg                  | Da, din 1992       | Da, din 1945    | Da, din 1987      | Da, din 1986              |
| Statele Unite              | Da, anterior 1990  | Da, din 1945    | Da, din 1987      | Da, din 1992              |
| 1988                       |                    |                 |                   |                           |
| Norvegia                   | Da, anterior 1990  | Da, din 1945    | Da, din 1987      | Da, din 1988              |
| 1987                       |                    |                 |                   |                           |
| Elveția                    | Da, anterior 1990  | Da, din 1945    | Da, din 1987      | Da, din 1986              |
| În curs de promovare       |                    |                 |                   |                           |
| Țară                       | IDU                | FMI             | BM                | VNB-PPC per locuitor 2023 |
| Rusia                      | Da, din 2013       | Nu              | Da, din 2023      | Da, din 2017              |
| Uruguay                    | Da, din 2014       | Nu              | Da, din 2012      | Da, din 2022              |
| Chile                      | Da, din 2007       | Nu              | Da, din 2012      | Da, din 2021              |
| Trinidad și Tobago         | Da, din 2021       | Nu              | Da, din 2006      | Da, din 2006              |
| România                    | Da, din 2013       | Nu              | Da, din 2021      | Da, din 2017              |
| Panama                     | Da, din 2019       | Nu              | Da, din 2021      | Da, din 2015              |
| Bahamas                    | Da, din 2016       | Nu              | Da, din 1987      | Da, din 1999              |
| Ungaria                    | Da, din 2005       | Nu              | Da, din 2014      | Da, din 2014              |
| Polonia                    | Da, din 2003       | Nu              | Da, din 2009      | Da, din 2014              |
| Kuweit                     | Da, din 2014       | Nu              | Da, din 1987      | Da, din 1992              |
| Bahrain                    | Da, din 2012       | Nu              | Da, din 2001      | Da, din 1983              |
| Oman                       | Da, din 2012       | Nu              | Da, din 2007      | Da, din 1990              |
| Arabia Saudită             | Da, din 2010       | Nu              | Da, din 2004      | Da, anterior 1980         |
| Emiratele Arabe Unite      | Da, din 2004       | Nu              | Da, din 1987      | Da, anterior 1980         |
| Brunei                     | Da, din 1999       | Nu              | Da, din 1990      | Da, anterior 1985         |
| Qatar                      | Da, din 1996       | Nu              | Da, din 1987      | Da, anterior 1980         |
| Alte țări                  |                    |                 |                   |                           |
| Țară                       | IDU                | FMI             | BM                | VNB-PPC per locuitor 2023 |
| Serbia                     | Da, din 2019       | Nu              | No                | Da, din 2023              |
| Costa Rica                 | Da, din 2019       | Nu              | No                | Da, din 2022              |
| Mauritius                  | Da, din 2019       | Nu              | Nu                | Da, din 2022              |
| Argentina                  | Da, din 2006       | Nu              | Nu                | Da, din 2022              |
| Muntenegru                 | Da, din 2013       | Nu              | Nu                | Da, din 2022              |
| Bulgaria                   | Da, din 2015       | Nu              | Nu                | Da, din 2021              |
| Kazahstan                  | Da, din 2015       | Nu              | Nu                | Da, din 2018              |
| Malaysia                   | Da, din 2016       | Nu              | Nu                | Da, din 2017              |
| Sfântul Cristofor și Nevis | Nu                 | Nu              | Da, din 2012      | Da, din 2017              |
| Seychelles                 | Nu                 | Nu              | Da, din 2014      | Da, din 2016              |
| Turcia                     | Da, din 2015       | Nu              | Nu                | Da, din 2015              |
| Barbados                   | Nu                 | Nu              | Da, din 2006      | Nu                        |
| Republica Dominicană       | Nu                 | Nu              | Nu                | Da, din 2023              |
| Guyana                     | Nu                 | Nu              | Da, din 2022      | Da, din 2022              |
| Thailanda                  | Da, din 2021       | Nu              | Nu                | Nu                        |
| Maldive                    | Nu                 | Nu              | Nu                | Da, din 2021              |
| Georgia                    | Da, din 2019       | Nu              | Nu                | Nu                        |
| Nauru                      | Date indisponibile | Nu              | Da, din 2019      | Nu                        |
| Antigua și Barbuda         | Nu                 | Nu              | Da, din 2012      | Nu                        |
| Belarus                    | Da, din 2012       | Nu              | Nu                | Nu                        |